# Donghua Li
Donghua Li (kinesiska: 李东华, Pinyin: Lǐ Dōng Huá), född den 10 november 1966 i Chengdu, Kina, är en schweizisk gymnast.
Han tog OS-guld i bygelhäst i samband med de olympiska gymnastiktävlingarna 1996 i Atlanta.